# Osijek
Osijek (pronunciado [ôsijeːk] (escucharⓘ); en húngaro: Eszék) es la cuarta ciudad más grande de Croacia. Es la mayor ciudad y el centro cultural y económico de la región este de Eslavonia, así como el centro administrativo del condado de Osijek-Baranja.
Osijek se localiza en la ribera derecha del río Drava, 25 km río arriba de su confluencia geográfica con el Danubio, a una elevación de 94 m. Las vías de transporte incluyen líneas de ferrocarril y autovía, un puerto fluvial y el aeropuerto de Osijek. Una autopista une la ciudad al resto de la red de autopistas croatas y al corredor pan-europeo VC, que llegó a Osijek en 2008.

## Nombre
La ciudad recibió su nombre por su posición en un terreno elevado que evitaba las inundaciones en la ciudad por las aguas pantanosas de la zona. Osijek proviene de la palabra "oseka" que significa "marea menguante", y se refiere al lugar de marea menguante que era propicio para el asentamiento.
Debido a su pasado y a su historia dentro de la Monarquía de los Habsburgo y, brevemente, en el Imperio otomano, así como a la presencia de minorías germanas y húngaras a lo largo de su historia, Osijek tiene (o ha tenido) nombres en otros idiomas, notablemente en húngaro: Eszék, en alemán: Esseg, en latín: Essec, en turco: Ösek. Todos estos nombres se ajustaron al nombre croata original. En la época romana, Osijek era conocida como Mursa Maior.

## Geografía
Se encuentra a una altitud de 88 m s. n. m. y a 281 km de la capital nacional, Zagreb.

### Clima
| Parámetros climáticos promedio de Osijek (1971−2000 normales, extremas 1899−2020) | Parámetros climáticos promedio de Osijek (1971−2000 normales, extremas 1899−2020) | Parámetros climáticos promedio de Osijek (1971−2000 normales, extremas 1899−2020) | Parámetros climáticos promedio de Osijek (1971−2000 normales, extremas 1899−2020) | Parámetros climáticos promedio de Osijek (1971−2000 normales, extremas 1899−2020) | Parámetros climáticos promedio de Osijek (1971−2000 normales, extremas 1899−2020) | Parámetros climáticos promedio de Osijek (1971−2000 normales, extremas 1899−2020) | Parámetros climáticos promedio de Osijek (1971−2000 normales, extremas 1899−2020) | Parámetros climáticos promedio de Osijek (1971−2000 normales, extremas 1899−2020) | Parámetros climáticos promedio de Osijek (1971−2000 normales, extremas 1899−2020) | Parámetros climáticos promedio de Osijek (1971−2000 normales, extremas 1899−2020) | Parámetros climáticos promedio de Osijek (1971−2000 normales, extremas 1899−2020) | Parámetros climáticos promedio de Osijek (1971−2000 normales, extremas 1899−2020) | Parámetros climáticos promedio de Osijek (1971−2000 normales, extremas 1899−2020) |
| Mes                                                                               | Ene.                                                                              | Feb.                                                                              | Mar.                                                                              | Abr.                                                                              | May.                                                                              | Jun.                                                                              | Jul.                                                                              | Ago.                                                                              | Sep.                                                                              | Oct.                                                                              | Nov.                                                                              | Dic.                                                                              | Anual                                                                             |
| --------------------------------------------------------------------------------- | --------------------------------------------------------------------------------- | --------------------------------------------------------------------------------- | --------------------------------------------------------------------------------- | --------------------------------------------------------------------------------- | --------------------------------------------------------------------------------- | --------------------------------------------------------------------------------- | --------------------------------------------------------------------------------- | --------------------------------------------------------------------------------- | --------------------------------------------------------------------------------- | --------------------------------------------------------------------------------- | --------------------------------------------------------------------------------- | --------------------------------------------------------------------------------- | --------------------------------------------------------------------------------- |
| Temp. máx. abs. (°C)                                                              | 19.0                                                                              | 23.0                                                                              | 26.9                                                                              | 30.9                                                                              | 36.0                                                                              | 39.6                                                                              | 40.3                                                                              | 40.3                                                                              | 37.4                                                                              | 30.6                                                                              | 25.8                                                                              | 21.3                                                                              | 40.3                                                                              |
| Temp. máx. media (°C)                                                             | 3.3                                                                               | 6.5                                                                               | 12.3                                                                              | 17.2                                                                              | 22.6                                                                              | 25.6                                                                              | 27.6                                                                              | 27.5                                                                              | 23.4                                                                              | 17.4                                                                              | 9.4                                                                               | 4.7                                                                               | 16.5                                                                              |
| Temp. media (°C)                                                                  | −0.2                                                                              | 1.8                                                                               | 6.4                                                                               | 11.2                                                                              | 16.7                                                                              | 19.7                                                                              | 21.3                                                                              | 20.8                                                                              | 16.5                                                                              | 11.0                                                                              | 5.1                                                                               | 1.2                                                                               | 11.0                                                                              |
| Temp. mín. media (°C)                                                             | -3.3                                                                              | -2.1                                                                              | 1.3                                                                               | 5.5                                                                               | 10.5                                                                              | 13.6                                                                              | 14.8                                                                              | 14.5                                                                              | 10.8                                                                              | 6.1                                                                               | 1.6                                                                               | -1.7                                                                              | 6.0                                                                               |
| Temp. mín. abs. (°C)                                                              | −27.1                                                                             | −26.4                                                                             | −21.0                                                                             | −6.8                                                                              | −3.0                                                                              | 1.0                                                                               | 4.7                                                                               | 5.1                                                                               | -1.2                                                                              | −8.6                                                                              | −15.7                                                                             | −23.2                                                                             | −27.1                                                                             |
| Precipitación total (mm)                                                          | 41.4                                                                              | 35.1                                                                              | 40.5                                                                              | 51.0                                                                              | 59.2                                                                              | 82.0                                                                              | 65.4                                                                              | 61.9                                                                              | 51.0                                                                              | 56.6                                                                              | 61.7                                                                              | 49.1                                                                              | 654.9                                                                             |
| Días de precipitaciones (≥ 0.1 mm)                                                | 11.3                                                                              | 10.6                                                                              | 11.2                                                                              | 13.0                                                                              | 13.3                                                                              | 13.4                                                                              | 10.6                                                                              | 9.9                                                                               | 9.4                                                                               | 10.5                                                                              | 11.7                                                                              | 12.3                                                                              | 137.2                                                                             |
| Días de nevadas (≥ 1.0 cm)                                                        | 10.3                                                                              | 7.8                                                                               | 2.1                                                                               | 0.0                                                                               | 0.0                                                                               | 0.0                                                                               | 0.0                                                                               | 0.0                                                                               | 0.0                                                                               | 0.0                                                                               | 2.2                                                                               | 6.5                                                                               | 28.9                                                                              |
| Horas de sol                                                                      | 58.9                                                                              | 96.1                                                                              | 145.7                                                                             | 171.0                                                                             | 217.0                                                                             | 231.0                                                                             | 260.4                                                                             | 251.1                                                                             | 189.0                                                                             | 142.6                                                                             | 69.0                                                                              | 55.8                                                                              | 1887.6                                                                            |
| Humedad relativa (%)                                                              | 87.5                                                                              | 81.9                                                                              | 74.1                                                                              | 71.3                                                                              | 70.1                                                                              | 70.9                                                                              | 69.6                                                                              | 71.8                                                                              | 76.2                                                                              | 79.2                                                                              | 86.1                                                                              | 88.5                                                                              | 77.3                                                                              |
| Fuente: Croatian Meteorological and Hydrological Service                          |                                                                                   |                                                                                   |                                                                                   |                                                                                   |                                                                                   |                                                                                   |                                                                                   |                                                                                   |                                                                                   |                                                                                   |                                                                                   |                                                                                   |                                                                                   |

## Demografía
En el censo 2011 el total de población de la ciudad fue de 108 048 habitantes, distribuidos en las siguientes localidades:
- Brijest - 1187
- Briješće - 1318
- Josipovac - 4101
- Klisa - 324
- Nemetin - 139
- Osijek - 84 104
- Podravlje - 357
- Sarvaš - 1884
- Tenja - 7376
- Tvrđavica - 578
- Višnjevac - 6680

| Gráfica de población de 1857-2011                                   |
|                                                                     |
| Según los censos de población de la oficina estadística de Croacia. |

## Instituciones
Las instituciones principales en la ciudad incluyen la Universidad Josip Juraj Strossmayer (fundada en 1975), el Teatro Nacional Croata, el Museo de Eslavonia (fundado en 1877), y la casa de imprenta que data de 1735. La ciudad además tiene varios gimnasios, el más antiguo de los cuales data del año 1729, una escuela de dibujo del siglo XIX, un jardín zoológico, un centro para el fomento de la reproducción del ganado y un instituto para el cultivo de la remolacha azucarera.

## Economía local
Osijek es un importante centro industrial que manufactura un amplio rango de productos y bienes. La industria de cerillas Drava se fundó en 1856 y la fábrica Saponia es una importante refinería química y productora de detergentes. Otras industrias incluyen la producción de materiales sintéticos, maquinaria agrícola, muebles metálicos, madera y vigas de madera, material textil, zapatos, seda, así como procesado metálico e impresión.
La economía agrícola local es fuerte y está basada en la cría ganadera y piscícola, con molinos, una planta procesadora de azúcar y una fábrica de cerveza.
Osijek es una importante encrucijada de carreteras y vías férreas, además de la principal ciudad mercantil de Eslavonia.
Se dedica al procesado de cereales, frutas, ganado y madera que se transporta por el Drava. Es la principal productora de cerillas de la nación.

## Historia

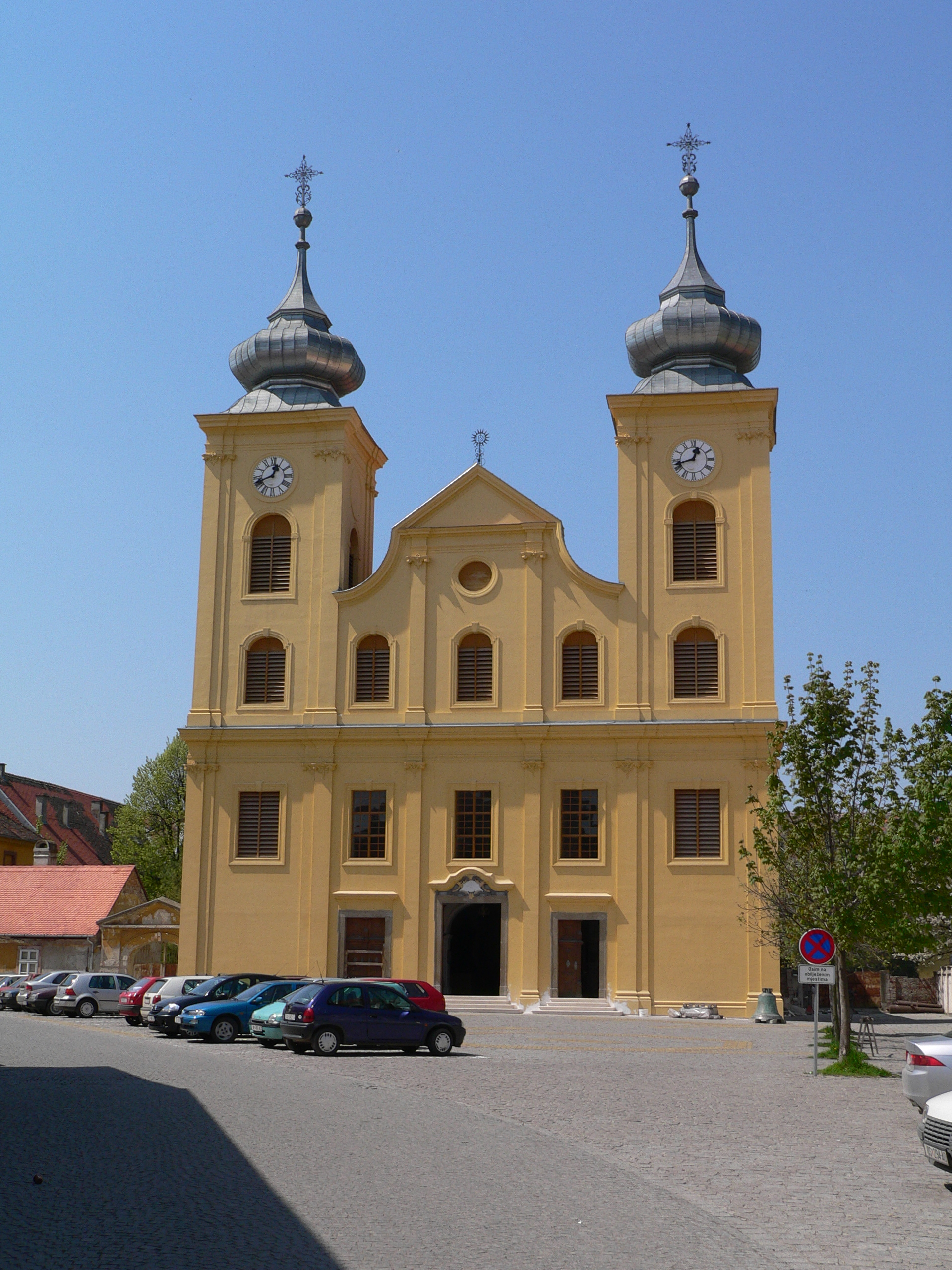
Iglesia de San Miguel, en la ciudadela barroca de Tvrđa.

Los principios de la presencia del hombre en Osijek se remontan al período neolítico, y los primeros habitantes conocidos pertenecían a las tribus de los ilirios. El emperador romano Adriano transformó el viejo asentamiento de Mursa en una colonia con privilegios especiales en 131. Después, Mursa tuvo una historia turbulenta, varias batallas decisivas que se libraron aquí (entre las que destacan la batalla de Mursa Major en 351 y la batalla entre Aureolo e Ingenuo en 260), decidiendo el destino de toda la región. Tras su migración, los croatas se asentaron en las ruinas de Mursa, dándole su nombre contemporáneo, Osijek. La vida prosperó en la Edad Media, aunque solo quedan restos esa época, debido a que los turcos destruyeron lo que encontraron y adaptaron la ciudad para acomodarla a su estilo.
Las primeras menciones a Osijek datan de 1196. Entre 1353 y 1472, la ciudad era una propiedad feudal de la familia Korogyi. Fue saqueada y destruida por el Imperio otomano el 8 de agosto de 1526. Los turcos la reconstruyeron en un estilo oriental. Aparece mencionada en el censo turco de 1579. Suleimán I construyó aquí su famoso puente de madera de 8 km de longitud. Se le otorga el título de ciudad a finales del siglo XVII.

### Imperio de los Habsburgo
Osijek volvió a manos occidentales el 29 de septiembre de 1687, cuando fue ocupada por el Imperio de los Habsburgo. Entre 1712 y 1721, las nuevas autoridades austríacas construyeron una nueva fortaleza (atribuida al arquitecto Maximiliano de Gosseau), conocida como Tvrđa. Es un complejo urbano y militar único en el corazón de la ciudad. Su plaza central, la de la Santa Trinidad, está cerrada al norte por el edificio de la Comandancia Militar, al oeste se encuentra el edificio de la Guardia Principal y al este el edificio del Magistrado (sede del Museo de Eslavonia). En el centro existe una columna de la peste, erigida en 1729 por la viuda del general Petras. La Gornji Grad (ciudad superior) se fundó en 1692 y la Donji Grad (ciudad baja) le siguió en el año 1698. Tvrđa, Gornji y Donji grad continuaron como municipios separados hasta 1786. A finales del siglo XVIII se impuso a Virovitica como centro del distrito de Verőce.

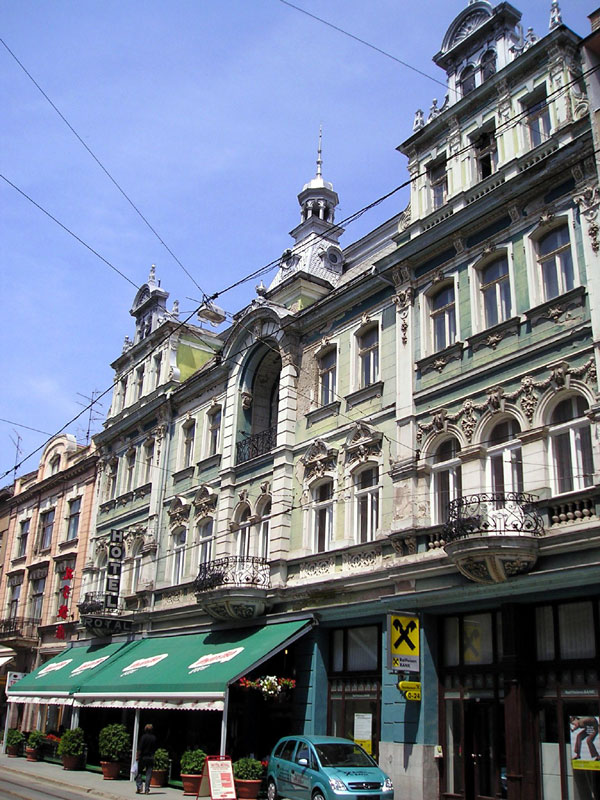
Fachada art decó en Osijek.

En 1809 se le otorgó a Osijek el título de Ciudad Real Libre y a principios del siglo XIX fue la ciudad más grande de Croacia. La ciudad se desarrolló en la línea de otras ciudades de Europa central, con influencias culturales, arquitectónicas y socioeconómicas provenientes de Viena y Budapest.
Con el nombre de Eszék, la ciudad fue parte de Hungría desde 1699 hasta 1918, y allí nació el obispo Strossmayer (1815-1905), paladín de la independencia croata del Imperio austrohúngaro.
La Novi Grad (ciudad nueva) se construyó en el siglo XIX, así como Retfala al oeste.

### SigloXX
Las nuevas adiciones a la ciudad incluyen Sjenjak, Vijenac, Jug y Jug II, que fueron construidas en el siglo XX. La localización geográfica de la ciudad, a orillas del río Drava, así como una herencia cultural e histórica notable, facilitaron el desarrollo del turismo en la zona.
Durante la guerra de Croacia, de 1991 a 1995, la ciudad no sufrió graves daños (como los ocurridos en la cercana Vukovar), soportando desperfectos moderados en el centro, en la iglesia principal de San Pedro y San Pablo y en la periferia. Más de un millar de civiles murieron en los bombardeos diarios de la ciudad durante la agresión. Mientras que algunos edificios todavía muestran daños leves, y son visibles muchas grietas superficiales causadas por la metralla, las fachadas de la ciudad presentan un buen estado gracias a amplias restauraciones.
Una red de tranvías recorre la ciudad. Los tranvías se están modernizando y prolongando sus recorridos.

## Lugares turísticos y eventos

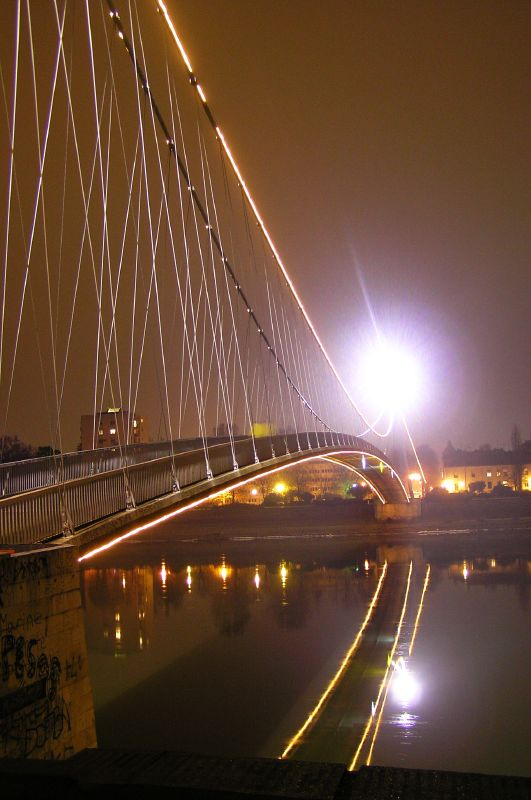
Vista nocturna del puente de Osijek

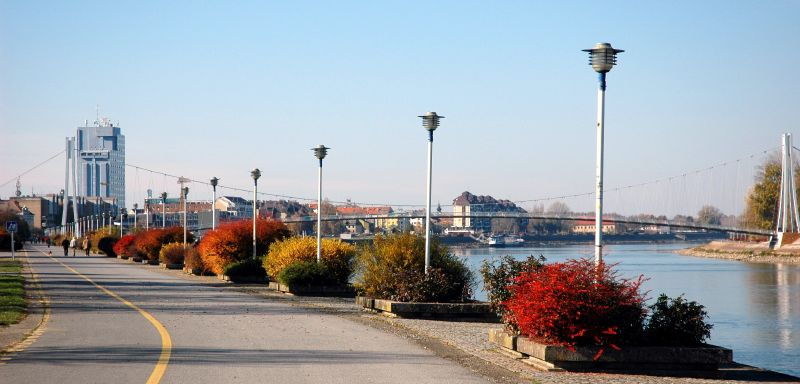
Paseo marítimo de Osijek

Osijek es un destino turístico popular nacional por su estilo barroco, espacios abiertos y amplia oferta de entretenimiento. Los lugares turísticos más importantes de la ciudad incluyen la plaza principal, Trg Ante Starčevića; la ciudadela del siglo XVIII de Tvrđa, en estilo barroco, el paseo fluvial a orillas del río Drava ("promenada") y el puente colgante hacia Baranja.
El parque municipal del rey Petar Krešimir IV y el parque de Tomislav datan de comienzos del siglo XX y son espacios nacionales protegidos. Osijek cuenta también con uno de los pocos parques zoológicos croatas, en la ribera del río Drava.
Varios eventos tienen lugar en la ciudad a lo largo del año. El más importante es el Festival Tambura de música, en mayo, al que asisten orquestas (tambura) de toda Croacia, y el festival Noches de Verano de Osijek (durante junio, julio y agosto), una serie de programas culturales y de entretenimiento al aire libre, acompañados de gastronomía. El "Día de la Ciudad de Osijek" se celebra con actividades culturales y artísticas.
El centro recreacional y deportivo Copacabana, localizado en la ribera izquierda del río Drava, ofrece varios deportes acuáticos (piscinas exteriores y una playa artificial de arena con diversas instalaciones) durante los meses de verano. La ciudad ofrece pistas deportivas: fútbol, balonmano, baloncesto, tenis, etc. El club de fútbol NK Osijek participa en la Prva HNL en el estadio Gradski vrt.

## Entorno
En el entorno de Osijek existen lugares para la caza y para la pesca en el río Drava y en sus estanques. Es importante la reserva de Kopački Rit.
La riqueza y variedad agrícola ha convertido a Osijek en la capital gastronómica semioficial del país. Los platos locales incluyen especialidades tradicionales en el estilo de Eslavonia (kulen, salchichas, jamón, tocino, productos lácteos), así como venado y platos de pescado, como la famosa riblji paprikaš. La cerveza de Osijek (Osječko pivo) y los vinos de Baranja se pueden encontrar en restaurantes en la ciudad y sus alrededores.

## Ciudades hermanadas

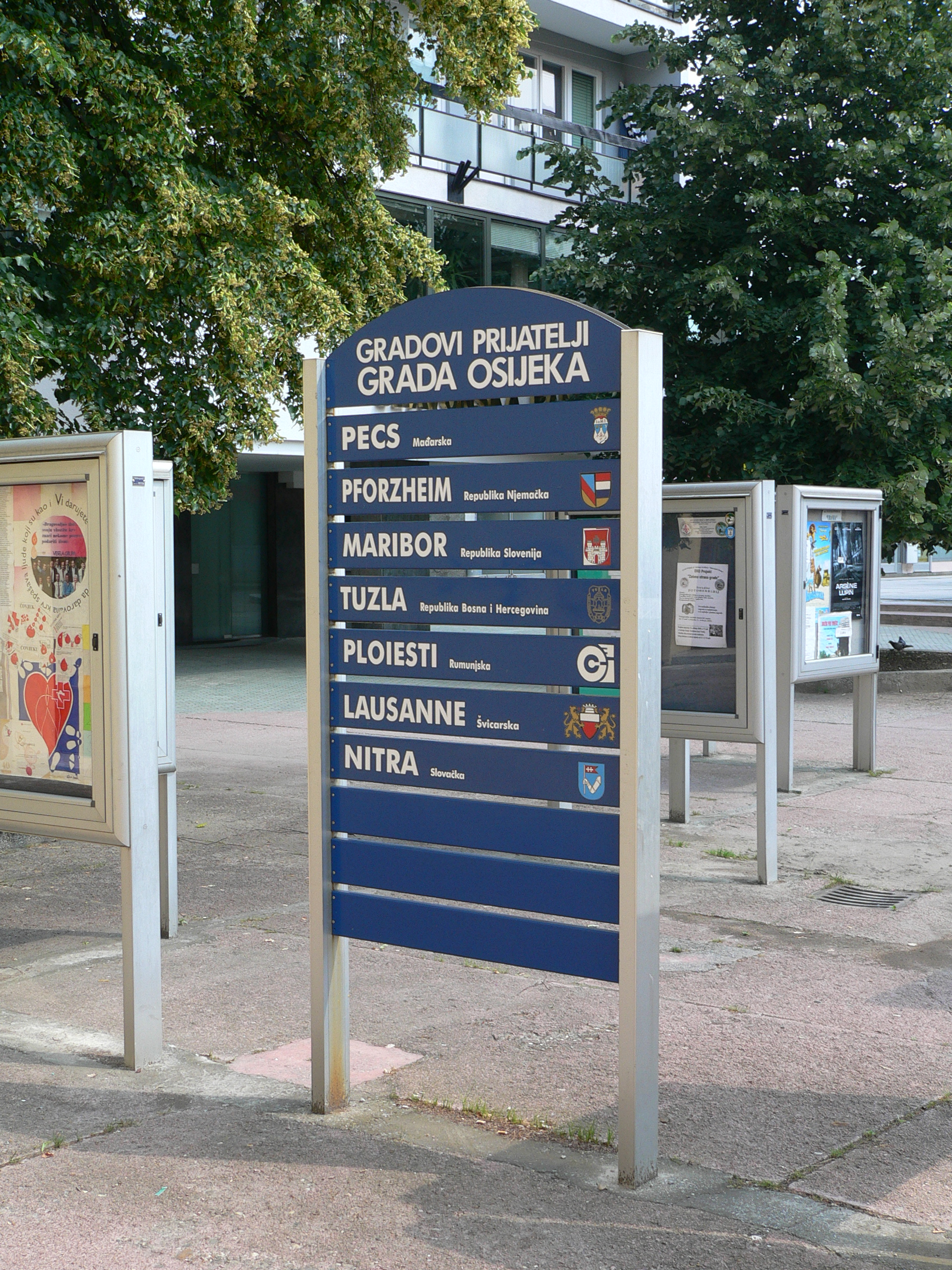
Cartel mostrando las ciudades hermanadas con Osijek.

Osijek se encuentra hermanada con las siguientes ciudades:
- Pécs (Hungría, desde 1973)
- Pforzheim (Alemania, desde 1994)
- Maribor (Eslovenia, desde 1995)
- Tuzla (Bosnia-Hercegovina, desde 1996)
- Ploieşti (Rumanía, desde 1996)
- Lausana (Suiza, desde 1997)
- Nitra (Eslovaquia, desde 1997)
- Budapest distrito XIII (Hungría, desde 2001)
- Prizren (Kósovo, desde 2010)